# Vuelta a Burgos femminile 2025
La Vuelta a Burgos femminile 2025, decima edizione della corsa e valevole come diciassettesima prova dell'UCI Women's World Tour 2025 categoria 2.WWT, si svolse in quattro tappe dal 22 al 25 maggio 2025 su un percorso di 351,4 km, con partenza da Burgos ed arrivo a Lezana de Mena, in Spagna. La vittoria fu appannaggio della svizzera Marlen Reusser, che completò il percorso in 9h25'40", precedendo l'italiana Elisa Longo Borghini e l'olandese Yara Kastelijn.
Partenza da Burgos con 123 cicliste accreditate, delle quali 106 portarono a termine la competizione.

## Tappe
| Tappa  | Data      | Percorso                                               | km    | Vincitore di tappa    | Leader cl. generale   |
| ------ | --------- | ------------------------------------------------------ | ----- | --------------------- | --------------------- |
| 1ª     | 22 maggio | Burgos > Poza de la Sal                                | 125,0 | Lorena Wiebes         | Lorena Wiebes         |
| 2ª     | 23 maggio | Villalba de Duero > Roa de Duero                       | 122,0 | Mie Bjørndal Ottestad | Mie Bjørndal Ottestad |
| 3ª     | 24 maggio | Valle de Valdebezana > Espinosa de los Monteros        | 95,0  | Marlen Reusser        | Marlen Reusser        |
| 4ª     | 25 maggio | Villasana de Mena > Lezana de Mena - crono individuale | 9,4   | Marlen Reusser        | Marlen Reusser        |
| Totale | Totale    | Totale                                                 | 351,4 |                       |                       |

## Squadre e cicliste partecipanti
| N.      | Cod. | Squadra                  |
| ------- | ---- | ------------------------ |
| 1-6     | TFS  | FDJ-Suez                 |
| 11-16   | SDW  | Team SD Worx-Protime     |
| 21-26   | LTK  | Lidl-Trek                |
| 31-36   | CSZ  | Canyon-SRAM Zondacrypto  |
| 41-46   | LIV  | Liv AlUla Jayco          |
| 51-56   | MOV  | Movistar Team            |
| 61-66   | UAD  | UAE Team ADQ             |
| 71-76   | FDC  | Fenix-Deceuninck         |
| 81-86   | AGS  | AG Insurance-Soudal Team |
| 91-96   | TPP  | Team Picnic PostNL       |
| 101-106 | HPH  | Human Powered Health     |

| N.      | Cod. | Squadra                     |
| ------- | ---- | --------------------------- |
| 111-116 | UXM  | Uno-X Mobility              |
| 121-126 | CGS  | Roland Le Dévoluy           |
| 131-136 | EFO  | EF Education-Oatly          |
| 141-146 | LKF  | Laboral Kutxa-Fund. Euskadi |
| 151-156 | AUB  | St Michel-P. Home-Auber93   |
| 161-166 | WOS  | Winspace Orange Seal        |
| 171-176 | ARK  | Arkéa-B&B Hotels Women      |
| 181-186 | EIC  | Eneicat-CMTeam              |
| 191-196 | BPK  | BePink-Imatra-Bongioanni    |
| 201-206 | TOP  | Top Girls Fassa Bortolo     |

## Dettagli delle tappe

### 1ª tappa
- 22 maggio: Burgos > Poza de la Sal – 125,0 km

Risultati
| Pos. | Corridore     | Squadra   | Tempo    |
| ---- | ------------- | --------- | -------- |
| 1    | Lorena Wiebes | SD Worx   | 3h22'31" |
| 2    | Elisa Balsamo | Lidl-Trek | s.t.     |
| 3    | Lotte Kopecky | SD Worx   | s.t.     |

| Pos. | Corridore     | Squadra   | Tempo    |
| ---- | ------------- | --------- | -------- |
| 1    | Lorena Wiebes | SD Worx   | 3h22'21" |
| 2    | Elisa Balsamo | Lidl-Trek | a 4"     |
| 3    | Lotte Kopecky | SD Worx   | a 6"     |

### 2ª tappa
- 23 maggio: Villalba de Duero > Roa de Duero – 122,0 km

Risultati
| Pos. | Corridore             | Squadra  | Tempo    |
| ---- | --------------------- | -------- | -------- |
| 1    | Mie Bjørndal Ottestad | Uno-X    | 3h02'56" |
| 2    | Marlen Reusser        | Movistar | s.t.     |
| 3    | Lorena Wiebes         | SD Worx  | a 18"    |

| Pos. | Corridore             | Squadra  | Tempo    |
| ---- | --------------------- | -------- | -------- |
| 1    | Mie Bjørndal Ottestad | Uno-X    | 6h25'22" |
| 2    | Marlen Reusser        | Movistar | a 2"     |
| 3    | Lorena Wiebes         | SD Worx  | a 9"     |

### 3ª tappa
- 24 maggio: Valle de Valdebezana > Espinosa de los Monteros – 95,0 km

Risultati2"
| Pos. | Corridore            | Squadra  | Tempo    |
| ---- | -------------------- | -------- | -------- |
| 1    | Marlen Reusser       | Movistar | 2h47'35" |
| 2    | Yara Kastelijn       | Fenix    | a 40"    |
| 3    | Elisa Longo Borghini | UAE      | a 1'17"  |

| Pos. | Corridore            | Squadra  | Tempo    |
| ---- | -------------------- | -------- | -------- |
| 1    | Marlen Reusser       | Movistar | 9h12'49" |
| 2    | Yara Kastelijn       | Fenix    | a 1'10"  |
| 3    | Elisa Longo Borghini | UAE      | a 1'43"  |

### 4ª tappa
- 25 maggio: Villasana de Mena > Lezana de Mena - crono individuale – 9,4 km

Risultati
| Pos. | Corridore            | Squadra  | Tempo  |
| ---- | -------------------- | -------- | ------ |
| 1    | Marlen Reusser       | Movistar | 12'51" |
| 2    | Juliette Labous      | FDJ-Suez | a 6"   |
| 3    | Elisa Longo Borghini | UAE      | a 8"   |

| Pos. | Corridore            | Squadra  | Tempo    |
| ---- | -------------------- | -------- | -------- |
| 1    | Marlen Reusser       | Movistar | 9h25'40" |
| 2    | Elisa Longo Borghini | UAE      | a 1'51"  |
| 3    | Yara Kastelijn       | Fenix    | a 1'58"  |

## Classifiche finali

### Classifica generale - Maglia viola (Top 10)
| Pos. | Corridore             | Squadra   | Tempo    |
| ---- | --------------------- | --------- | -------- |
| 1    | Marlen Reusser        | Movistar  | 9h25'40" |
| 2    | Elisa Longo Borghini  | UAE       | a 1'51"  |
| 3    | Yara Kastelijn        | Fenix     | a 1'58"  |
| 4    | Amanda Spratt         | Lidl-Trek | a 2'46"  |
| 5    | Juliette Labous       | FDJ-Suez  | a 2'47"  |
| 6    | Elise Chabbey         | FDJ-Suez  | a 3'12"  |
| 7    | Mie Bjørndal Ottestad | Uno-X     | a 3'14"  |
| 8    | Valentina Cavallar    | Arkéa     | a 3'27"  |
| 9    | Barbara Malcotti      | Human P.  | a 3'47"  |
| 10   | Katrine Aalerud       | Uno-X     | a 4'23"  |

### Classifica a punti - Maglia verde (Top 5)
| Pos. | Corridore             | Squadra  | Tempo |
| ---- | --------------------- | -------- | ----- |
| 1    | Marlen Reusser        | Movistar | 77    |
| 2    | Lorena Wiebes         | SD Worx  | 49    |
| 3    | Mie Bjørndal Ottestad | Uno-X    | 46    |
| 4    | Elisa Longo Borghini  | UAE      | 46    |
| 5    | Juliette Labous       | FDJ-Suez | 35    |

### Classifica scalatrici - Maglia rossa (Top 5)
| Pos. | Corridore            | Squadra   | Tempo |
| ---- | -------------------- | --------- | ----- |
| 1    | Marlen Reusser       | Movistar  | 34    |
| 2    | Elisa Longo Borghini | UAE       | 27    |
| 3    | Yara Kastelijn       | Fenix     | 26    |
| 4    | Elise Chabbey        | FDJ-Suez  | 18    |
| 5    | Amanda Spratt        | Lidl-Trek | 17    |

### Classifica giovani - Maglia bianca (Top 5)
| Pos. | Corridore      | Squadra   | Tempo    |
| ---- | -------------- | --------- | -------- |
| 1    | Nienke Vinke   | Picnic    | 9h32'12" |
| 2    | Célia Gery     | FDJ-Suez  | a 1'50"  |
| 3    | Ella Wyllie    | Liv AlUla | a 4'20"  |
| 4    | Chiara Reghini | Top Girls | a 4'24"  |
| 5    | Paula Blasi    | UAE       | a 5'06"  |

### Classifica a squadre (Top 5)
| Pos. | Squadra              | Tempo     |
| ---- | -------------------- | --------- |
| 1    | FDJ-Suez             | 28h29'32" |
| 2    | UAE Team ADQ         | a 6'10"   |
| 3    | Arkéa-B&B Hotels     | a 10'01"  |
| 4    | Team SD Worx-Protime | a 10'53"  |
| 5    | Movistar Team        | a 11'07"  |